# Annual Review of Medicine
Annual Review of Medicine, abgekürzt Annu. Rev. Med., ist eine jährlich erscheinende Fachzeitschrift, die Übersichtsartikel veröffentlicht. Die Erstausgabe erschien im Februar 1950. Die Zeitschrift veröffentlicht Artikel aus den verschiedenen Gebieten der Medizin, inklusive AIDS/HIV, Kardiologie, klinische Pharmakologie, Dermatologie, Endokrinologie/Metabolismus, Gastroenterologie, Genetik, Immunologie, Infektionskrankheiten und vieler anderer Untergebiete.
Der Impact Factor des Journals lag im Jahr 2014 bei 12,928. Nach der Statistik des ISI Web of Knowledge wird das Journal mit diesem Impact Factor in der Kategorie experimentelle und forschende Medizin an vierter Stelle von 123 Zeitschriften geführt.
Herausgeber ist C. Thomas Caskey (Baylor College of Medicine, Houston, USA).